# Баттен, Сайа
Сайа Баттен (англ. Ciya Batten; род. 26 января 1972) — американская актриса и певица. Проживает в Нью-Йорке.
Известна прежде всего как солистка группы Pussycat Dolls, участница оригинального состава группы в начале 2000-х годов. Также сотрудничала с Кармен Электрой.
Снималась в ряде разных фильмов, таких как «Война Чарли Уилсона», «Техасская резня бензопилой: Начало», «Ангелы Чарли: Только вперёд», «Милашка» и другие картины. Также снялась в некоторых сериях телесериалов «C.S.I.: Место преступления», «C.S.I.: Место преступления Нью-Йорк», «C.S.I.: Место преступления Майами», «Расследование Джордан», «Звёздный путь: Глубокий космос 9», «Звёздный путь: Вояджер», «Звёздный путь: Энтерпрайз» и «Студия 60 на Сансет-Стрип».
В 2005 году на фестивале Screamfest в Лос-Анджелесе удостоилась награды лучшей актрисе за роль в фильме ужасов «Призраки опиума».